# Unbelievable (Lied)
Unbelievable ist ein Lied von EMF aus dem Jahr 1990, das von der Band geschrieben und von Ralph Jezzard produziert wurde. Es erschien auf dem Album Schubert Dip.

## Geschichte
Ian Dench, Gitarrist und Hauptsongwriter der Band, erklärte, dass ihm die Melodie des Liedes im Kopf summte, als er Fahrrad fuhr und an seine damalige Freundin dachte, die ihn zu dem Zeitpunkt verließ. Dench ist ausgebildeter Gitarrist und liebte auch den Blues. Der Gitarrenriff wechselt zwischen Blues und Flamenco „wie in den Widersprüchen seines Lebens“ laut Dench in The Guardian. Sänger James Atkins schlug vor, auch Einflüsse aus den Musikrichtungen Chicago House und Detroit Techno mit aufzugreifen, doch Dench entschied sich für Elemente aus der Elektronische Tanzmusik.
Die Band nahm ein Demo des Liedes auf und wurde von verschiedenen Plattenläden nach London eingeladen. An der Band hatten Virgin Records, EMI Records und Island Records Interesse. Letzten Endes gewann EMI Records.
Das „Oh-Sample“ stammte von dem Komiker Andrew Dice Clay, das bei Def Jam Recordings lizenziert wurde. Die Band musste erst das Label um Erlaubnis fragen. Sie flogen nach Los Angeles. Während der Reise traf Dench Rick Rubin, den Gründer von Def Jam Recordings, in einer Bar. Dench fragte Rubin nach der Erlaubnis, worauf dieser antwortete: „Faxen sie morgen an mein Büro!“ und zum Schluss erteilte er ihm die Erlaubnis. In einem weiteren Sample im Lied ruft ein Mitglied von Black Panther Party „What the fuck!“. Die Veröffentlichung war am 22. Oktober 1990.

## Musikvideo
Um das Lied zu bewerben, wurde ein Musikvideo gedreht. Die Regie führte Josh Taft. Im Clip spielt die Band das Lied live im Forest of Dean. Für ihren Modestil im Video ließ sich die Band vom amerikanischen Hip-Hop-Kultur inspirieren und nutzte ihren ersten Vorschuss, um sich später davon Daunenjacken zu kaufen, wie sie später die Mitglieder von East 17 getragen wurde.

## Kommerzieller Erfolg

### Chartplatzierungen
| ChartsChartplatzierungen       | Höchstplatzierung | Wochen |
| ------------------------------ | ----------------- | ------ |
| Deutschland (GfK)              | 9 (23 Wo.)        | 23     |
| Österreich (Ö3)                | 20 (5 Wo.)        | 5      |
| Schweiz (IFPI)                 | 3 (19 Wo.)        | 19     |
| Vereinigte Staaten (Billboard) | 1 (23 Wo.)        | 23     |
| Vereinigtes Königreich (OCC)   | 3 (13 Wo.)        | 13     |

| ChartsJahrescharts (1990)    | Platzierung |
| ---------------------------- | ----------- |
| Vereinigtes Königreich (OCC) | 30          |

| ChartsJahrescharts (1991)      | Platzierung |
| ------------------------------ | ----------- |
| Deutschland (GfK)              | 43          |
| Schweiz (IFPI)                 | 16          |
| Vereinigte Staaten (Billboard) | 6           |

### Auszeichnungen für Musikverkäufe
| Land/Region                  | Auszeichnungen für Musikverkäufe (Land/Region, Auszeichnung, Verkäufe) | Verkäufe |
| ---------------------------- | ---------------------------------------------------------------------- | -------- |
| Neuseeland (RMNZ)            | Gold                                                                   | 5.000    |
| Vereinigte Staaten (RIAA)    | Gold                                                                   | 500.000  |
| Vereinigtes Königreich (BPI) | Silber                                                                 | 200.000  |
| Insgesamt                    | 1× Silber · 2× Gold ·                                                  | 705.000  |

## Coverversionen
- 1992: Weird Al Yankovic (Polka Your Eyes Out)
- 1992: Baffdecks
- 1992: Tom Jones
- 2001: Thousand Foot Krutch
- 2002: Crosscut
- 2002: SCYCS
- 2005: The BossHoss
- 2014: Anna F.